# Ларс Гедлунд
Ларс Гедлунд (англ. Lars Hedlund, Швеція) — колишній стронгмен і пауерліфтер шведського походження. Брав участь у трьох змаганнях Найсильніша Людина Світу, посівши друге місце в 1979-му році і в 1980-му році, третє - в 1978-му році. Також в 1981-му році Ларс виграв титул Найсильнішої Людини Європи.
Також був чемпіоном Європи з паверліфтинґу у 1980-му році і чемпіоном Скандинавії 1979-му. Встановив численні рекорди з жиму лежачи, його найкращим показником стало 285 кілограм в 1980-му в Копенгагені, Данія.

## Нагороди
- Найсильніша Людина Світу 1978 - третє місце
- Найсильніша Людина Світу 1979 - друге місце
- Найсильніша Людина Світу 1980 - друге місце
- Найсильніша Людина Європи 1981 - перше місце